# فهرست حزب‌ها در پاکستان
فهرست احزاب سیاسی در پاکستان

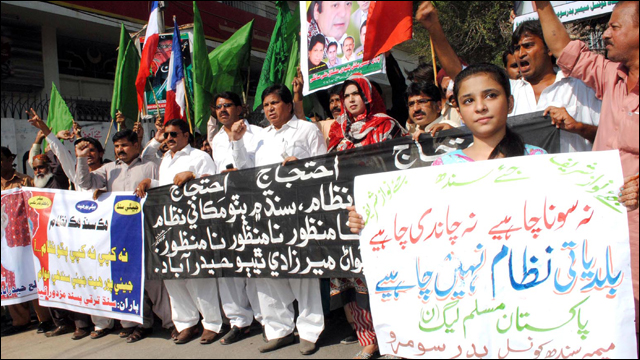
مردم پاکستان

‌حزب تحریک انصاف اکنون حزب حاکم در پاکستان است که اکثریت کرسی ها را در مجلس ملی در اختیار دارد. معنی نام این حزب، جنبش عدالت است و هدف از تاسیس آن، مبارزه با فساد و برقراری عدالت اجتماعی است. در حال حاضر رئیس این حزب، عمران خان نیازی است که نخست وزیر کشور پاکستان است.
حزب مردم پاکستان یا عوامی لیگ (به اردو: پاکستان پیپلز پارٹی)
از احزاب مهم پاکستان بشمار می‌آید. این حزب را ذوالفقار علی بوتو بنیان گذارد. نمایندگان مجلس حزب مردم نام گروه سیاسی وابسته به این حزب است که در مجلس‌های پاکستان اکثریت دارد.
حزب مسلم لیگ (به اردو: پاکستان مسلم لیگ ن)
در حال حاضر به دو شاخه حزب مسلم لیگ نواز (طرفدار نواز شریف) و قائد اعظم (حزب حاکم طرفدار پرویز مشرف) تقسیم می‌شود.
حزب عوامی ملی (به اردو: عوامی نيشنل پارٹی) (به پشتو: ملی عوامی ګوند)
حزب کمونیست مَزدور کِسّان (Communist Mazdoor Kissan Party)
این حزب باتوجه به اکثریت مسلمان کشور فاقد نفوذ در بین مردم است.
جمعیت علمای اسلام